# پیامدهای بهار عربی
پیامدهای بهار عربی، به گفته مفسران، سازمان‌دهندگان و منتقدان، مربوط به اعتراضات یا نحوه تلاش برای سازماندهی جنبش‌های اعتراضی روبه‌رشدی است که از بهار عربی الهام گرفته یا مشابه آن در کشورهای با اکثریت عرب شمال آفریقا و خاورمیانه بودند. این تظاهرات و تلاش‌های اعتراضی، همگی در انتقاد از دولت در کشورهای مربوط بوده‌اند، هرچند که از درخواست از دولت فعلی برای ایجاد تغییرات خاص در سیاست‌ها تا تلاش برای سرنگونی کلیت نظام سیاسی فعلی را شامل می‌شدند. در برخی کشورها، اعتراضات به اندازه کافی، بزرگ یا گسترده شدند که در سطح ملی تغییر ایجاد کنند؛ مانند ارمنستان؛ در حالی که در برخی دیگر، مانند جیبوتی، به سرعت، سرکوب شدند.
اعتراضاتی که الهام گرفته از بهار عربی، تلقی می‌شوند، در هر قاره، با درجات مختلفی از موفقیت و اهمیت رخ داده‌اند. در ۱۵ اکتبر ۲۰۱۱، جنبش‌های فرعی «اشغال» و «خشمگین‌ها»، الهام‌بخش اعتراضاتی در ۹۵۰ شهر در ۸۲ کشور شدند.

## پیش‌زمینه
تعدادی از اعتراضات مردمی شهروندان علیه دولت‌هایشان که در کشورهای مختلف جهان رخ داد، چه پس از بهار عربی و چه همزمان با آن، گزارش شده است که بسیاری از این اعتراضات از رویدادهای جهان عرب که از پایان سال ۲۰۱۰ آغاز شد، الهام گرفته شده و شبکه‌ای از انتشار را ایجاد کرده‌اند.
برخی از کشورهای آسیب‌پذیر به صورت بالقوه که هنوز شاهد چنین اعتراضاتی نبودند، اقدامات پیشگیرانه متنوعی را برای جلوگیری از وقوع چنین نمایش‌هایی در کشورهای خود انجام دادند؛ برخی از این کشورها، در نتیجه اقدامات و واکنش‌های دولتی خود به رویدادهایی که شهروندانشان از خارج از کشور گزارش می‌دادند، با پیامدهای سیاسی، مواجه شدند.